# Malacka (Micimackó)
Malacka kis termetű, félénk malac; Micimackó legjobb barátja – Róbert Gidát leszámítva. Főleg a sötéttől fél, és sok minden miatt hajlamos aggódni. Jóllehet igen kicsi állat (csak Zsebibaba kisebb nála) és néha dadog, igyekszik bátor lenni: gyakran sikerül is legyőzni a félelmét.
Malacka kedvenc étele a tölgyfa termése, a makk (acorns), habár ezt az eredeti könyvben "Haycorns"-nak írják. Malacka "egy nagyon-nagy házban" él a Százholdas pagonyban. Egy "TRESPASSERS WILL" (magyarul "Tilos az Á") feliratú tábla mellett.
A felirat utalás az angol "TRESPASSERS WILL BE PROSECUTED" azaz az "birtokháborítókat megbüntetik" (magyarul: "Magánterület") táblára. Azonban ez Malacka tolmácsolásában nagyapja neve, akit "Tresspassers William"-nek hívtak. (A Will az angol William név rövid változata/becézése.)
A figurát E. H. Shepard rajzolta le először a regény első kiadásaiban. Erre a figurára épül a Disney-féle rajzfilmváltozat ma már közismert figurája, rózsaszín-lila csíkos ruhával.
A regényből készült kazettán hangját Földessy Margit adta, ugyanő szinkronizálta az 1977-es egész estés Disney-rajzfilmben és az ebből készült rajzfilmsorozatban (Micimackó újabb kalandjai).